# Attaque de Nassougou
Insurrection djihadiste au Burkina Faso
Batailles
- Samorogouan
- Intangom
- Nassoumbou
- Ariel
- 1re Inata
- Loroni
- Gorom-Gorom
- Koutougou
- Arbinda
- Hallalé
- Markoye
- Dounkoun
- Boukouma
- 2e Inata
- Titao
- Opération Laabingol
- Namissiguima
- Madjoari
- Bourzanga
- Seytenga
- Gaskindé
- Tin-Ediar
- Tin-Akoff
- Aoréma
- Ougarou
- Namsiguia
- Noaka
- Koumbri
- Djibo
- Tawori
- Mansila
- Nassougou

Massacres
- Yirgou
- Solhan
- Karma
- Komsilga, Nodin et Soroe
- Bibgou et Soualimou
- Barsalogho

Attentats
- 1er Ouagadougou
- 2e Ouagadougou
- 3e Ouagadougou

L'attaque de Nassougou a lieu le 8 août 2024 lors de l'insurrection djihadiste au Burkina Faso. Elle s'achève par la victoire des djihadistes du Groupe de soutien à l'islam et aux musulmans (GSIM) qui détruisent un convoi de l'armée burkinabée entre Fada N'Gourma et Diapaga.

## Prélude
Début juillet, un convoi de commerçants escorté par des militaires sort de la ville de Fada N'Gourma, dans la région de l'Est, avec pour objectif de ravitailler Diapaga. Les deux villes sont distantes de 150 kilomètres, mais le convoi emprunte un arc de cercle par le nord et approvisionne au passage d’autres localités. Ralenti par l'explosion de plusieurs mines, le convoi atteint Diapaga dans la nuit du 15 au 16 juillet. Il reprend ensuite sa route vers Partiaga, à environ 25 kilomètres au sud-ouest, afin de ravitailler cette localité et renforcer ses positions militaires. La mission se poursuit jusqu'à Tawori, près de la commune de Kalbouli et de la mine d'or de Boungou.
Le convoi s'engage ensuite sur la chemin du retour, mais il n'emprunte pas la voie parcourue à l'aller. Pour une raison inconnue, il s'engage sur la route régionale 28, qui constitue la voie la plus rapide pour regagner Fada N'Gourma par Ougarou. Cependant, cette voie passe par une forêt contrôlée par les djihadistes et n'avait plus été empruntée depuis une embuscade contre un convoi de travailleurs de la mine qui avait fait 39 morts en novembre 2019,.

## Déroulement
Selon Libération, l'escorte du convoi est constituée de près de 1 000 hommes, dont des militaires de deux bataillons d’intervention rapide, les BIR1 et BIR5, et des miliciens des Volontaires pour la défense de la patrie (VDP). RFI fait quant à elle mention de trois bataillons d'intervention rapide étaient dans le convoi, soit au moins 500 militaires, d'après une source sécuritaire.
Plusieurs petits groupes de djihadistes se rassemblent alors et lancent l'attaque le 8 août, entre 15 et 16 heures, au niveau du village de Nassougou. L'hélicoptère escortant le convoi se retrouve contraint de prendre de l'altitude pour échapper aux tirs de assaillants et ne peut guère riposter. Les commerçants et des blessés se replient sur l'arrière du convoi, avant de se rallier à Boungou et Tawori,.
Le 11 août, l'Agence d’information du Burkina (AIB) publie un communiqué dans lequel il tente de transformer le revers en victoire : « Une mission de ravitaillement des forces combattantes a été attaquée dans l’après-midi du vendredi 9 août dans la région de l’Est par des terroristes. Les soldats ont réussi à mettre en sécurité près d’un millier de civils qui les accompagnaient, avant d’infliger une défaite cuisante à l’ennemi, grâce à un important appui aérien ». Cependant, des sources locales et sécuritaires font état d'un grand nombre de morts et de disparus parmi les militaires. Des dizaines de corps sont réceptionnés par la morgue de Fada N'Gourma qui se retrouve rapidement saturée. Le GSIM diffuse également des images de l'attaque, montrant selon Libération « des soldats gisant dans les fourrés, des blindés criblés d’impacts de balle, des dizaines de camions, camions-citernes, camions-plateaux ou camions-bennes de 30 tonnes, alignés, vidés de leurs occupants, pneus à plat, parfois en flammes ».

## Pertes
Aucun bilan officiel n'est communiqué par la junte burkinabée qui passe systématiquement sous silence les revers infligés à son armée. 
Cependant RFI rapporte que selon une sources sécuritaires « les combats ont été violents et les pertes sont énormes tant sur le plan humain que matériel ». Un autre source sécuritaire affirme que des dizaines de corps ont été retrouvés mais que le bilan pourrait être encore plus élevé.
Le journal Libération indique de son côté que « plusieurs sources locales et sécuritaires font état d’un bilan qui oscille entre 150 et plus de 200 morts, soit la pire hécatombe enregistrée par les forces armées burkinabè depuis le début de l'insurrection jihadiste en 2015 ».
Le Groupe de soutien à l'islam et aux musulmans revendique quant à lui la mort de plus de 140 militaires, la destruction de 116 véhicules militaires et la prise de 70 kalachnikovs et de 21 lance-roquettes.

## Vidéographie
- [vidéo] Insécurité au Sahel : hausse de la cadence des attaques, France 24, 2 septembre 2024.